# 台灣省青果運銷合作社
保證責任台灣省青果運銷合作社，台灣全國性的農村青果運輸銷售合作社，前身為1915年成立的臺中州青果同業組合。負責台灣的農產品外銷，主要以銷售香蕉、柑桔、鳳梨三大類為主，荔枝、芒果及其他青果為輔，主要出口市場為日本。其主管單位為中華民國內政部，但業務內容受農委會指導。
在日本東京，設有臺灣青果株式會社，作為駐日辦事處。

## 歷史
台灣青果運銷合作社的歷史，可以追溯到1915年成立的臺中州青果同業組合。
1945年，中華民國政府接收台灣，在各地成立青果運銷合作社，將其改組為台灣省青果運銷合作社聯合社。
1975年，台北青果運銷合作社、新竹青果運銷合作社、台中青果運銷合作社、高雄青果運銷合作社、宜蘭縣青果運銷合作社、花蓮縣青果運銷合作社等六個青果運銷合作社及台灣省青果運銷合作社聯合社，被改組為台灣省青果運銷合作社，作為總分社。原有之聯合社為總社，原有之地方社為分社，在體系上分上下兩級，總社轄臺北、新竹、臺中、嘉南、高雄、屏東、東臺七個分社，在分社之下又在各農村設立辦事處。之後以這個形態運作至今。
在高雄縣九曲堂（位於今高雄市大樹區），設有包裝容器廠，製造青果運輸所需要的紙箱等材料。

## 外部連結
- 台灣省青果運銷合作社官網 （页面存档备份，存于）